# Euophrys kirghizica
Euophrys kirghizica är en spindelart som beskrevs av Dmitri Viktorovich Logunov 1997. Euophrys kirghizica ingår i släktet Euophrys och familjen hoppspindlar. Inga underarter finns listade i Catalogue of Life.